# Détroit d'Apolima
Le détroit d'Apolima est un détroit d'une largeur d'environ 13 km séparant les deux plus grandes îles des Samoa, l'île de Savai'i au nord-ouest et celle d'Upolu au sud-est.
Trois petites îles se trouvent dans le détroit : Manono et Apolima, où demeurent quelques habitants, et l'îlot inhabité de Nu'ulopa.
Le principal lien entre les deux grandes îles est constitué d'une ligne de ferry, transportant fret et passagers, opéré par le gouvernement samoan ; il traverse le détroit entre les quais de Mulifanua sur Upolu de Salelologa sur Savai'i. La traversée dure environ 1 h 30.

## Galerie

Détroit d'Apolima
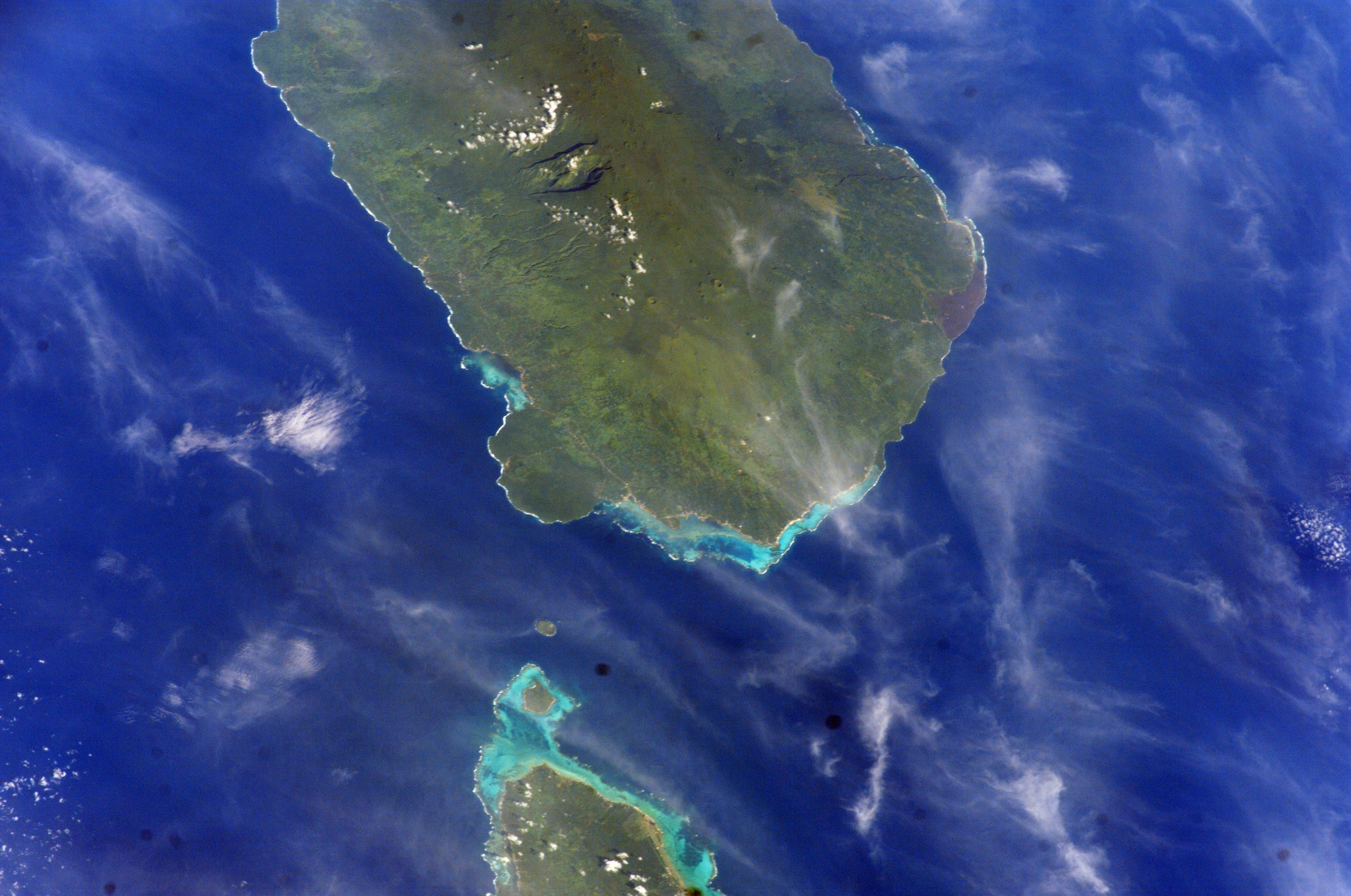
Le détroit d'Apolima avec Savai'i (en haut) et l'extrémité d'Upolu en bas.
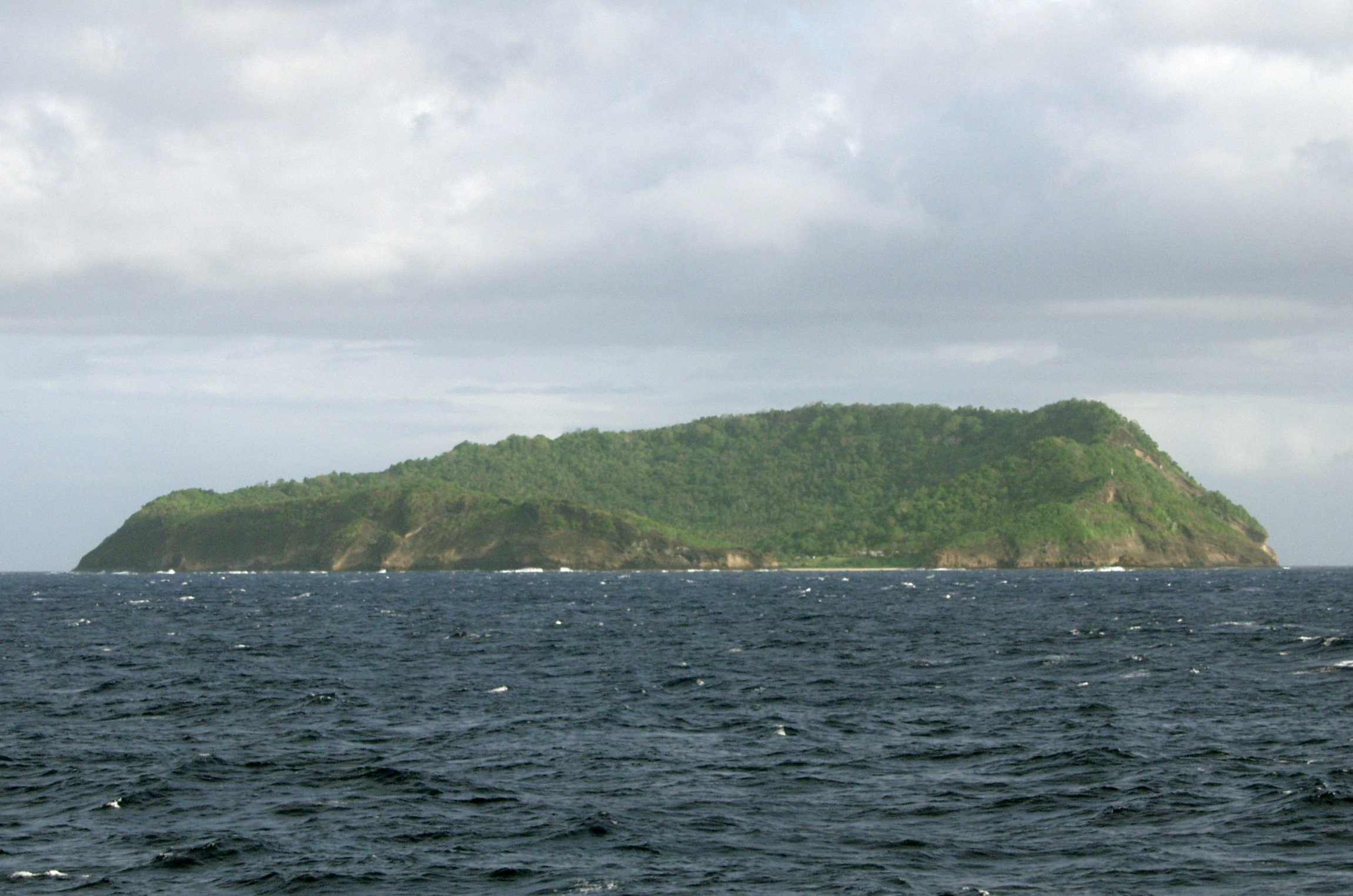
L'île d'Apolima.
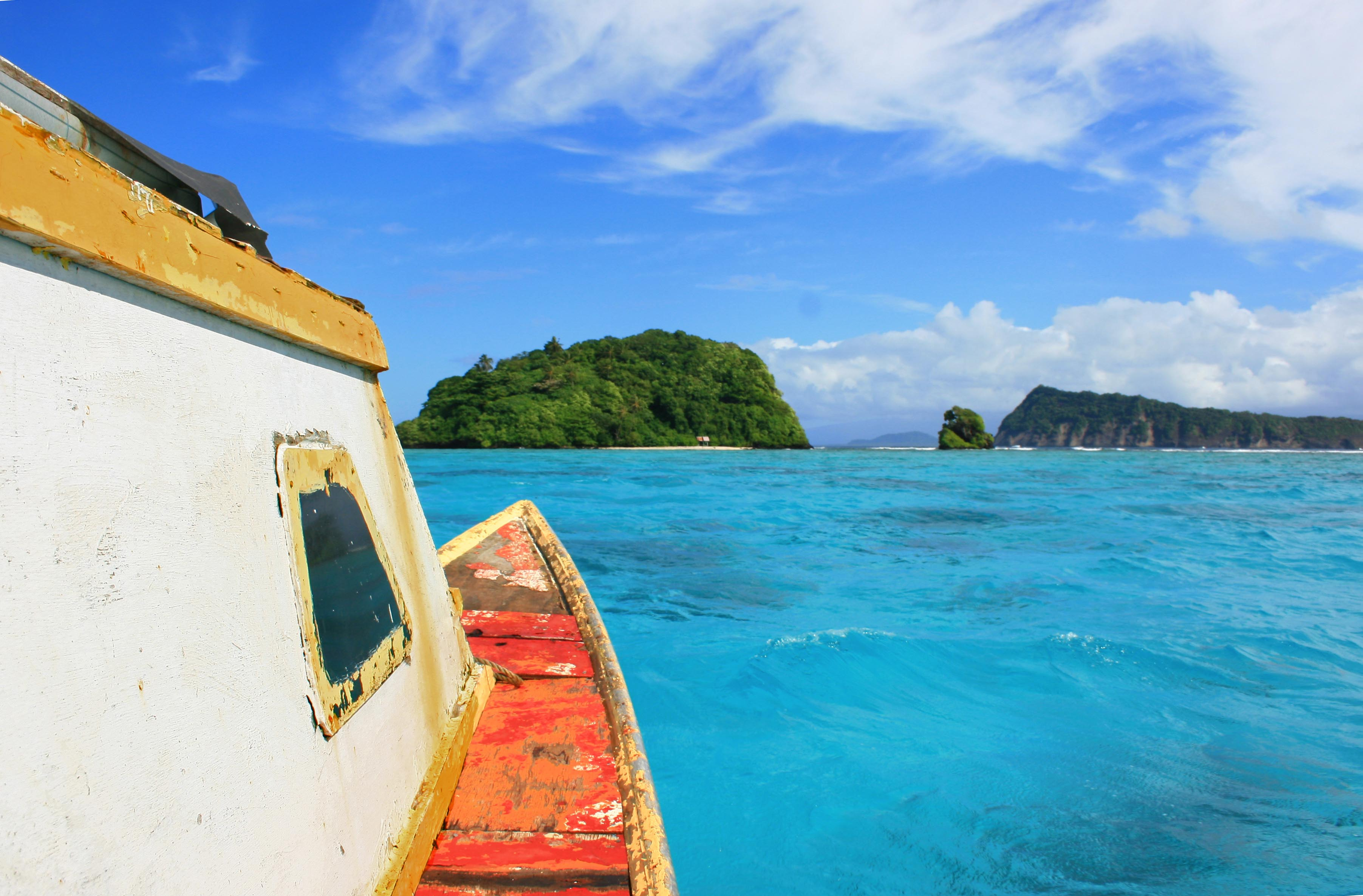
En route en bateau vers l'îlot inhabité de Nu'ulopa (à gauche) avec l'île d'Apolima (à droite)
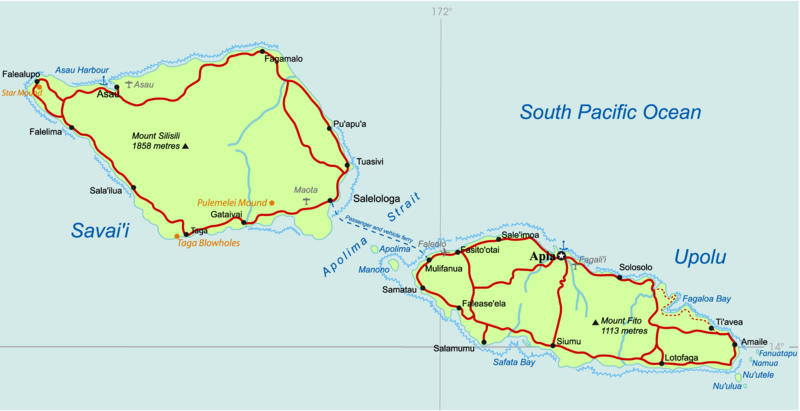
Carte des Samoa montrant le détroit d'Apolima entre Upolu (à droite) et Savai'i (à gauche).